# Boeing C-97 Stratofreighter

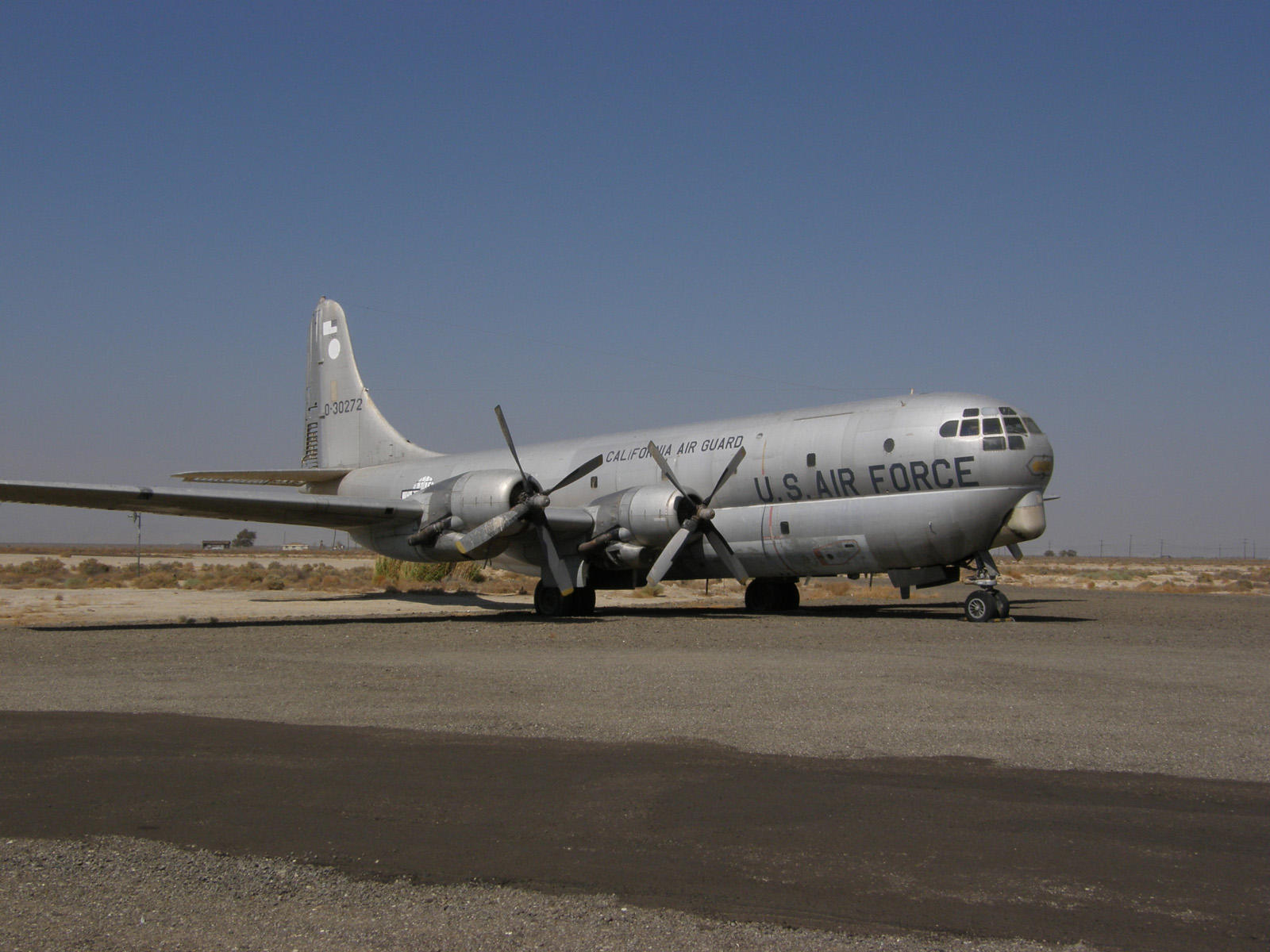
Il C-97G esposto al Milestones of Flight Museum, Fox Field, Lancaster, California, USA.

Il Boeing C-97 Stratofreighter fu un aereo da trasporto tattico pesante quadrimotore e monoplano ad ala bassa sviluppato dall'azienda aeronautica statunitense Boeing nella seconda parte degli anni quaranta e prodotto dalla fine del decennio all'inizio degli anni cinquanta.
La progettazione iniziò nel 1942, come sviluppo del bombardiere Boeing B-29 Superfortress, venendo portato in volo per la prima volta nel 1944.
Tra il 1947, anno in cui entrò in servizio, ed il 1958, vennero costruiti 888 esemplari di C-97 in diverse varianti, tra questi 816 furono designati KC-97 Stratofreighter e venendo utilizzati come aerocisterne. I C-97 svolsero un ruolo importante nel Blocco di Berlino, nella Guerra di Corea e nella Guerra del Vietnam. Alcuni esemplari furono utilizzati come posto di comando volante per lo Strategic Air Command, mentre altri vennero modificati per l'utilizzo dagli ARRS (Aerospace Rescue and Recovery Squadrons, squadroni di salvataggio e recupero aerospaziale).
Dopo esser stato sostituito dal KC-135 Stratotanker, venne assegnato come trasporto all'ANG fino al 1978, dimostrando una straordinaria longevità.
Da questo modello venne sviluppato il progetto per il Boeing 377 Stratocruiser.

## Storia del progetto
Lo Stratofreighter venne sviluppato verso la fine della Seconda guerra mondiale allargando la parte superiore della fusoliera, mentre il resto del velivolo era praticamente uguale al B-50 Superfortress. Fu costruito prima della morte del presidente della Boeing Philip G. Johnson.
Il prototipo XC-97 era equipaggiato con quattro radiali Wright R-3350 da 1 640 kW (2 200 hp); Il 9 gennaio 1945 il prototipo pilotato dal Maggiore Curtin L. Reinhardt, volò da Seattle a Washington in 6 ore e 4 minuti, con una media di 616 km/h (383 mph) con 20 000 lb di carico, velocità impressionante per quei tempi per un aereo così grande. I modelli che furono poi prodotti furono equipaggiati con motori Pratt & Whitney Wasp Major da 2 610 kW (3 500 hp), gli stessi del B-50.
Il C-97 aveva un carico utile di 35 000 lb (16 000 kg) e poteva portare due camion normali o carri armati leggeri. Il C-97 fu anche il primo aereo da trasporto prodotto in massa con cabina pressurizzata, che rendeva possibili missioni con raggio più lungo più confortevoli per equipaggio e passeggeri.
Il C-97 fu utilizzato per l'evacuazione durante la Guerra di Corea. Il C-97 ha anche partecipato ad operazioni nel Biafra durante la Guerra civile nigeriana. Volando a bassa quota per evitare i radar, almeno due C-97 andarono perduti.
Lo Strategic Air Command dell'USAF utilizzò i C-97 Stratofreighter dal 1949 al 1978 come posto di comando volante. Mentre solo 60 furono i C-97 da trasporto prodotti, 812 di essi furono costruiti e designati come KC-97 Stratotanker, variante per il rifornimento in volo. Dal C-97 derivò il Boeing 377 Stratocruiser, lussuoso aereo di linea transoceanico.
Due C-97 sono ancora attivi ed in condizioni di volo, uno, viene usato da un privato come warbird, l'altro nella lotta aerea antincendio.

## Varianti
XC-97prototipo, realizzato in 3 esemplari.
YC-97aereo da trasporto, 6 costruiti.
YC-97Atrasporto truppe, 3 costruiti.
YC-97Battrezzato con 80 sedili da aereo di linea, un esemplare ridesignato VC-97D ritirato il 15 dicembre 1969
C-97Aaereo da trasporto, 50 costruiti.
KC-97ATre C-97A furono convertiti in aerocisterne per il rifornimento in volo, ma quando il progetto fu provato, essi furono riconvertiti negli originali C-97A.
C-97Cversione aeroambulanza, 14 C-97A convertiti durante la Guerra di Corea, ridesignato MC-97.
VC-97Dconversione per il trasporto VIP, convertiti un YC-97A e 2 C-97A più l'YC-97B. In seguito verrà designato C-97D.
C-97EKC-97E convertiti in cargo.
KC-97E
aerocisterne da rifornimento in volo, con i portelli di carico posteriori sempre chiusi, costruito in 60 esemplari.
C-97FKC-97F convertiti in cargo.
KC-97F
Versione con motori R-4360-59B da 3800 hp ed altre modifiche minori. 159 esemplari.
C-97G135 KC-97G convertiti in aereo da trasporto.
EC-97GConversione ELINT di tre KC-97G. Il 53-106 fu utilizzato dalla CIA per coprire le operazioni ELINT nel Corridoio aereo di Berlino Ovest.
KC-97G
aerocisterna utilizzabile anche con funzioni di cargo. 592 esemplari.
JKC-97G
Un velivolo modificato per testare i motori subalari a getto General Electric J47-GE-23, poi designato KC-97L.
HC-97G22 KC-97G modificati per missioni SAR.
YC-97JConversione di un KC-97G con quattro Pratt & Whitney YT34-P-5 da 4250 kW, progetto abbandonato in favore del Boeing KC-135 Stratotanker
C-97KKC-97G convertiti in trasporto truppe.
KC-97L
81 KC-97G modificati con due turbojet J47.

## Utilizzatori

### Militari
Israele
- Heyl Ha'Avir

 Spagna
- Ejército del Aire

 Stati Uniti
- United States Air Force
- Air National Guard

### Civili
Germania
- Berlin Airlift Historical Foundation

 Stati Uniti
- Zantop Air Transport
- Hawkins & Powers Aviation

 Svizzera
- Balair

## Esemplari attualmente esistenti

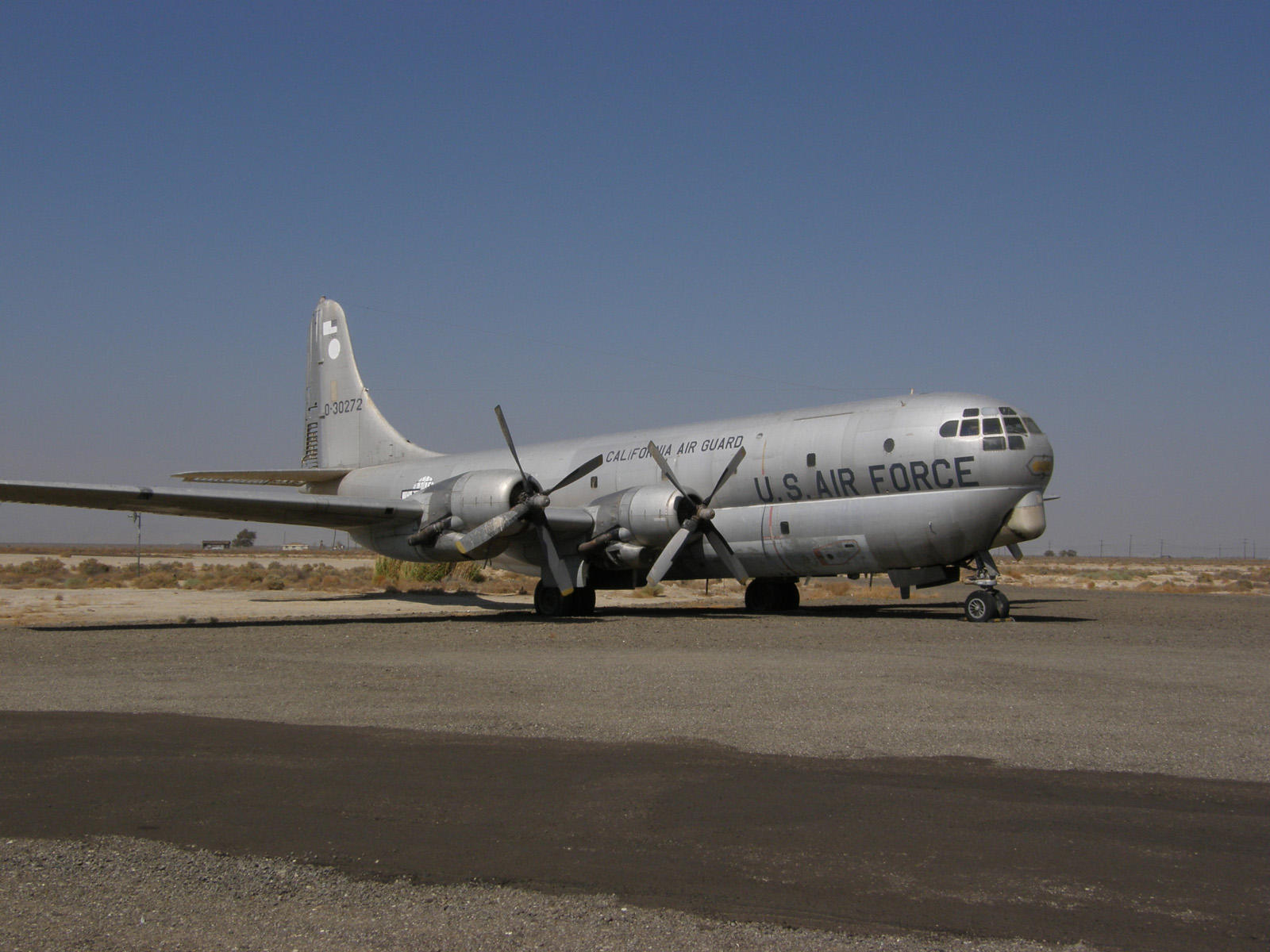
Un C-97G appartenuto alla California Air National Guard al Milestones of Flight Museum, Fox Field, Lancaster, California

- C-97G 52-898 in mostra al Chanute Aerospace Museum (former Chanute AFB) in Rantoul (Illinois).[5]40°17′42″N 88°08′56.4″W
- C-97G 52-2626 in mostra al Pima Air & Space Museum, Tucson, Arizona.[6]32°08′02.4″N 110°54′14.4″W
- C-97G 52-2718 "Angel of Deliverance" sta per essere riportato in condizioni di volare dal Berlin Airlift Historical Foundation.[7]
- C-97G N227AR (numero di serie USAF 52-2764) è in mostra al Don Q Inn, vicino all'Aeroporto Municipale di Dodgeville, ormai chiuso Dodgeville (Wisconsin).[8]42°59′31.2″N 90°08′24″W
- C-97G 53-0272 in mostra al Milestones of Flight Museum, Fox Field, Lancaster.[9]34°44′31.2″N 118°12′18″W
- KC-97G N17KC in mostra al Minnesota Air Guard Museum a Minneapolis (Minnesota).[10]44°56′02.4″N 93°13′55.2″W